# Giordano Sinibaldi
Giordano Sinibaldi (Firenze, 11 ottobre 1910 – ...) è stato un calciatore italiano, di ruolo difensore.

## Caratteristiche tecniche
Giocava come terzino destro nel metodo.

## Carriera

### Club
Sinibaldi crebbe nella Fiorentina, con cui esordì in prima squadra durante la Divisione Nazionale 1928-1929. La sua prima partita fu Ambrosiana-Fiorentina del 3 febbraio 1929: alla sua stagione di debutto disputò 13 incontri nell'allora primo livello del calcio italiano; in seguito al piazzamento della Fiorentina, che la portò in Serie B 1929-1930, Sinibaldi rimase in rosa e fu titolare in difesa, giocando a fianco di Renzo Magli e Carlo Giacomelli. Il primo torneo di B lo vide sempre in campo, con 34 presenze su 34 (come i compagni Pilade Luchetti e Mario Sernagiotto). Nel vittorioso campionato di Serie B 1930-1931 fu impiegato in 11 gare. Dopo aver giocato per il Solvay G.S. di Rosignano, rientrò alla Fiorentina e quindi militò nell'Aquila di Montevarchi; fu poi ceduto al Catania, dove rimase almeno fino al torneo di Serie C 1938-1939. Fece poi parte delle rose dell'Aquila Dopolavoro (compagine di Montevarchi), dell'Arno Firenze e dell'Alfa Firenze.

## Palmarès

### Club

#### Competizioni nazionali
- Serie B: 1

Fiorentina: 1930-1931
- Serie C: 1

Catania: Serie C 1938-1939